# Dermophis glandulosus
Dermophis glandulosus es una especie de anfibio gimnofión de la familia Caeciliidae.
Habita en el departamento de Antioquia (Colombia), en la vertiente pacífica de la Costa Rica meridional y en los extremos oriental y occidental de Panamá.
Sus hábitats naturales incluyen bosques secos tropicales o subtropicales, montanos secos, plantaciones, jardines rurales y zonas previamente boscosas ahora muy degradadas.